# Cratere Melosh
Melosh è un cratere sulla superficie di Marte.